# Lindorm Björnsson (Vinge)
Lindorm Björnsson (Vinge), född vid okänd tidpunkt, död sannolikt något av åren 1498-1499, var ett svenskt riksråd och lagman i Västergötland.
Lindorm var son till Björn Nilsson (Vinge), lagman i Värmland. Första gången han nämns i historiska källor 1455 var Lindorm redan myndig. Han tog Sten Sture den äldres parti mot danske unionskungen Kristian I 1471. Han var från 1476 häradshövding i Vilske härad och titulerades riksråd 1478. Han var lagman i Västergötland 1481-1498 och hövitsman på Örestens borg 1486-1488. När unionsstriderna åter blommade upp 1497 stödde han Sten Sture den yngre och försökte undsätta . Man tror att han dog vid Borgholms slott eftersom hans sigillstamp tillsammans med mynt från kung Hans tid påträffats i jorden där intill skeletten av en man och en häst.
Lindorm Björnssons sätesgård var Sjögerås i Vilske-Kleva socken som han kom i besittning av genom giftermål.
Lindorm Björnsson var gift med
1. Cecilia Simonsdotter, dotter till Simon Gudmundsson (Bååt) och Katarina Birgersdotter (Lilliehöök)
2. Birgitta Martinsdotter (Svan)
3. Kristina Laurensdotter, dotter till Laurens Bengtsson (Balk) och Birgitta Bengtsdotter (Vinstorpaätten)

Han var bland annat far till Knut Lindormsson (Vinge) till Sjögerås som under Sten Sture den yngres tid var riksråd och som stupade i slaget på Åsundens is 1520 samt till Anna Lindormsdotter som var gift med riksmarsken Lars Siggesson (Sparre).